# 1970 (szám)
Az 1970 (római számmal: MCMLXX) az 1969 és 1971 között található természetes szám.

## A matematikában
A tízes számrendszerbeli 1970-es a kettes számrendszerben 11110110010, a nyolcas számrendszerben 3662, a tizenhatos számrendszerben 7B2 alakban írható fel.
Az 1970 páros szám, összetett szám, szfenikus szám. Kanonikus alakja 21 · 51 · 1971, normálalakban az 1,97 · 103 szorzattal írható fel. Nyolc osztója van a természetes számok halmazán, ezek növekvő sorrendben: 1, 2, 5, 10, 197, 394, 985 és 1970.
Az 1970 egyetlen szám valódiosztóösszeg-függvényeként áll elő, ez a 3358.